# Mutt-Lon
Mutt-Lon est né le 21 novembre 1973. C'est un romancier camerounais d'expression française et lauréat du prix Ahmadou-Kourouma en 2014 pour son roman, Ceux qui sortent dans la nuit.

## Biographie

### Enfance et débuts
Lecteur averti, Mutt Lon écrit depuis son jeune âge. Il étudie la biochimie à l'université de Yaoundé, puis enseigne les mathématiques. Après treize années laborieuses sans trouver un éditeur, sa patience finit par être récompensée, avec la publication de son premier roman chez les éditions Grasset en France, en 2013, Ceux qui sortent dans la nuit.

### Carrière
Il choisit Mutt-Lon comme nom de plume, ce qui signifie l'homme du terroir. Il est tour à tour, professeur de mathématiques et monteur à la télévision nationale la CRTV.
2011, le premier roman de Mutt Lon parait aux éditions Société des écrivains.
En 2016, Mutt Lon sort un nouvel ouvrage romanesque en coédition avec les éditions clé et Nena.

## Œuvres
- 2011 : La Veuve chauve[8].
- 2013 : Ceux qui sortent dans la nuit[9], Grasset.
- 2016 : La Procession des charognards[10].
- 2020 : Les 700 aveugles de Bafia, éditions Emmanuelle Collas.

## Prix et récompenses
- 2014 : Prix Ahmadou-Kourouma pour Ceux qui sortent la nuit[11]